# Fenómeno cadavérico
Los fenómenos cadavéricos son el conjunto de cambios, modificaciones o alteraciones que acontecen a un cadáver de manera natural. [cita requerida] Una vez extintos los procesos bioquímicos vitales, éste sufre pasivamente las agresiones provenientes del medio ambiente o del propio organismo. [cita requerida] A partir de ese momento se producen en el cadáver una de serie de cambios, que pueden ser clasificados de la siguiente manera[cita requerida]:
Abióticos
- Palidez cadavérica o pallor mortis
- Enfriamiento cadavérico o algor mortis.
- Deshidratación cadavérica (e.g. signo de Stenon-Louis o mancha negra esclerótica).
- Lividez cadavérica o livor mortis.
- Hipóstasis viscerales.

Bióticos
- Rigidez cadavérica o rigor mortis.
- Espasmo cadavérico.

Destructores
- Autólisis
- Tanatoquimia
- Putrefacción

- Datos: Q10478688